# The Other Side (Tonight Alive)
| Recensione           | Giudizio |
| -------------------- | -------- |
| AllMusic             |          |
| Alter the Press!     |          |
| Alternative Press    |          |
| Bring the Noise UK   |          |
| Idobi                |          |
| Kill Your Stereo     | 91/100   |
| Mind Equals Blown    |          |
| Punknews             |          |
| Rockadia             |          |
| Rock Sound           |          |
| the AU review        |          |
| Under the Gun Review |          |

The Other Side è il secondo album in studio del gruppo musicale australiano Tonight Alive, pubblicato nel settembre 2013 dalla Fearless Records in Nord America, dalla Search and Destroy in Europa e dalla Sony Music nel resto del mondo.
L'album ha avuto un ottimo impatto sulla critica internazionale, che in particolare ne ha lodato la transizione a una musica definita più "solida" da AllMusic e a dei testi più positivi rispetto al precedente What Are You So Scared Of?.
È stato nominato nella categoria "Miglior album" ai Kerrang! Awards del 2014, mentre 
è stato inserito al 21º posto nella lista dei migliori 50 album pop punk di sempre secondo Kerrang!.

## Tracce
Testi e musiche di Jenna McDougall e Whakaio Taahi, eccetto dove indicato.
1. The Ocean – 3:01
2. Don't Wish – 3:51
3. Lonely Girl – 3:11
4. Hell and Back – 3:24
5. The Other Side – 3:40 (Jenna McDougall, Whakaio Taahi, Mark Weinberg)
6. The Fire – 2:47
7. Complexes – 4:08
8. Come Home – 3:27
9. Bathwater – 3:12
10. No Different – 2:37
11. Say Please – 3:14
12. You Don't Owe Me Anything – 3:20

Traccia bonus nell'edizione giapponese
1. Breakdown (feat. Benji Madden) – 3:42

## Formazione
Tonight Alive
- Jenna McDougall – voce
- Whakaio Taahi – chitarra solista, tastiera, arrangiamenti orchestrali
- Jake Hardy – chitarra ritmica
- Cam Adler – basso
- Matt Best – batteria, percussioni

Altri musicisti
- Wayne Richmond – tastiera, programmazione, arrangiamenti orchestrali

Produzione
- Dave Petrovic – produzione, ingegneria
- Tonight Alive –  direzione artistica
- Arthur Adam – tecnico chitarre
- Nathan Tuffin – tecnico percussioni
- Dan Korneff – missaggio
- Brad Blackwood – mastering
- Ryan Clark – layout

## Classifiche
| Classifica (2013)          | Posizione massima |
| -------------------------- | ----------------- |
| Australia                  | 5                 |
| Giappone                   | 166               |
| Regno Unito                | 59                |
| Regno Unito (rock & metal) | 5                 |
| Stati Uniti                | 43                |
| Stati Uniti (independent)  | 8                 |
| Stati Uniti (alternative)  | 12                |
| Stati Uniti (rock)         | 15                |

## Date di pubblicazione
| Paese        | Data              | Etichetta                |
| ------------ | ----------------- | ------------------------ |
| Oceania      | 6 settembre 2013  | Sony Music               |
| Europa       | 9 settembre 2013  | Search and Destroy       |
| Nord America | 10 settembre 2013 | Fearless Records         |
| Giappone     | 11 settembre 2013 | align="center"Sony Music |